# لوید جی. بیل
لوید جی. بیل (انگلیسی: Lloyd J. Beall; ۱۹ اکتبر ۱۸۰۸ – ۱۰ نوامبر ۱۸۸۷) فرد نظامی اهل ایالات متحده آمریکا بود.